# Les Histoires de Jean-Marie Cabidoulin
Les Histoires de Jean-Marie Cabidoulin est un roman de Jules Verne, paru en 1901. Il a également été édité, de 1937 à 1980, sous le titre : Le Serpent de mer.

## Historique
Le roman est achevé dès 1899, mais paraît en feuilleton dans le Magasin d'Éducation et de Récréation du 1er juillet au 15 décembre 1901, puis en volume, le 21 novembre de la même année chez Hetzel.

## Résumé
Le Saint-Enoch est un baleinier commandé par le capitaine Bourcart et dont l'équipage est composé d'une trentaine de personnes. Le navire quitte Le Havre à destination de l'océan Pacifique. Parmi l'équipage, un vieux matelot, très pessimiste de nature, qui prévoit toujours le pire et qui ne cesse de raconter à ses compagnons les histoires les plus épouvantables sur l'océan et ses monstres. La campagne de pêche à la baleine est tantôt remplie de succès, tantôt lamentable. Surviennent des évènements mystérieux, de plus en plus fréquents : s'agit il de phénomènes naturels ? s'agit il d'un monstre marin ?